# گراوی
گراوی (به کردی: گڕاوێ، Girrawê) روستایی از توابع بخش خلیفان در شهرستان مهاباد است که در استان آذربایجان غربی ایران قرار دارد.

## جمعیت
این روستا در دهستان کانی‌بازار واقع شده و براساس سرشماری سال ۱۳۸۵، جمعیت آن ۴۸ نفر (۸ خانوار) بوده‌است.